# チャップリンの役者
『チャップリンの役者』(チャップリンのやくしゃ、His New Job) は、1915年公開の短編サイレント映画。エッサネイ社による製作で、主演・監督はチャールズ・チャップリン。チャップリンの映画出演37作目にあたる。
キーストン社から移籍してきたチャップリンのエッサネイ社での第1作であり、オリジナルタイトルも製作時のチャップリンの立場を表したのか "His New Job"、つまり「彼の新しい仕事」と命名された。作品の内容に関しては、キーストン時代の『チャップリンの活動狂』や『チャップリンの道具方』、『男か女か』などが属する「撮影所の裏側でのドタバタ」ものであるが、これは撮影所のセットや小道具をそのまま使えるという利点があった一方で、エッサネイ社に移籍したばかりで脚本を十分に整られず、キーストンの流儀のストーリーを構成せざるを得なかったという事情もあった。また、後述の事情によりシカゴで製作されたという点でも異色である。

## あらすじ
チャーリーはルックストーン・スタジオで裏方の仕事を得る。しかし、大道具と「格闘」したり俳優に迷惑をかけたりして混乱を巻き起こしていた。将来的にチャーリーは俳優として採用されることが約されてはいたが、当のチャーリーはサイコロゲームにのめりこんでいた。やがて映画の製作が再開してメロドラマ的なシーンを撮ろうとした刹那、チャーリーと仲間のエキストラ（ベン・ターピン）が映画監督を巻き込んで大騒動を繰り広げる。

## 背景
キーストン社からエッサネイ社に移籍したチャップリンは、1914年末にエッサネイ社の本社と主力撮影所のあるシカゴに到着するが、エッサネイ社の映画製作に対する姿勢がキーストン社と比べて何もかもが劣っていることにチャップリンは愕然とする。所属俳優にベン・ターピンやレオ・ホワイトなど良い人材がそろっていたのが助けであった。作品にはほかに、のちのハリウッド女優であるグロリア・スワンソンやアグネス・エアーズも端役で出演したが、スワンソンは硬い演技でチャップリンを失望させる。しかし、スワンソンは後日チャップリンに対し、「ドラマ女優になりたかったから、ああいう態度をとった」と釈明している。こうして新しい役者や「チャーリー」用の新しい衣装をそろえ、上述のように撮影所のセットや小道具をそのまま使って製作したのが、この『チャップリンの役者』であった。
エッサネイ社は、契約の件でチャップリンと接触した際、「週1250ドルのギャラと1万ドルのボーナス」を提示していた。しかし、シカゴに到着してもギャラやボーナスが入ってくる気配はなく、チャップリンはジョージ・K・スプアやギルバート・M・アンダーソンらエッサネイ社の上役、特にスプアに警戒心を抱くようになる。スプアの方もチャップリンには懐疑的で、チャップリンに渡すはずの金を持って逃げ回ったり、のちにチャップリンがエッサネイ社と手切れになったあとも、『キッド』（1921年）の配給権やチャップリンの母ハンナの事情をダシにして違約金を搾り取ろうと画策していた。一方、『大列車強盗』（1903年）の主役として映画史上にその名を残しているアンダーソンとは比較的ウマが合っており、エッサネイ時代のプロデュースを請け負ったジェス・ロビンスからの強い推薦でアンダーソンは獲得したと、チャップリンはのちに聞かされる。
『チャップリンの役者』は製作前から65本分のプリントの発注を受けていたが、最終的には倍の130本のプリント発注を受けるほどのエッサネイ社始まって以来のヒット作となった。しかし、ヒット話はチャップリンには慰めにならず、スプアの影響が強かったシカゴを引き払って、アンダーソンが仕切っていたカリフォルニアのエッサネイ社ナイルズ撮影所に移ることを決心する。このチャップリンの判断は吉であった。やがて、次作のための女優の人材探しに奔走していたチャップリンは、一人の魅力的な女性を「発掘」する。女性の名はエドナ・パーヴァイアンスといった。
また、本作はチャップリンがカメラマンのローランド・トザローを起用した最初の映画である。トザローは以後「ライムライト」にまで至るチャップリンのアメリカでの多くの作品のカメラマンないし撮影顧問を務めることとなる。

## キャスト

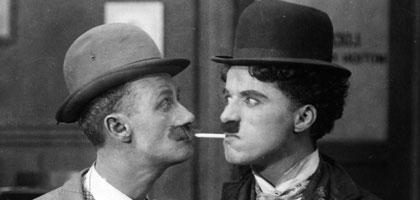
作品のスチール写真。チャップリンとベン・ターピン

- チャールズ・チャップリン - 映画のエキストラ
- ベン・ターピン - 映画のエキストラ
- シャーロット・ミノー - 映画スター
- レオ・ホワイト - 俳優
- ロバート・ボルダー - 撮影所支配人
- チャールズ・インズリー - 映画監督
- ジェス・ロビンス - カメラマン
- ビリー・アームストロング - エキストラ
- アーサー・W・ベイツ - 大工
- チャールズ・J・スタイン - 映画監督
- グロリア・スワンソン - 速記者
- アグネス・エアーズ - 秘書

ほか

### 日本語吹替
| 俳優                     | 日本語吹替 |
| ------------------------ | ---------- |
| チャールズ・チャップリン | 大塚芳忠   |
| ベン・ターピン           | 後藤哲夫   |
| シャーロット・ミノー     | 雨蘭咲木子 |
| チャールズ・J・スタイン  | 中村浩太郎 |
| （ナレーター）           | 羽佐間道夫 |

- 初回放送2014年11月2日スター・チャンネル[22]

この作品はサイレント映画だが、チャップリンのデビュー100周年を記念し、日本チャップリン協会監修のもと、スターチャンネルで日本語吹替が製作された。